# Campeonato Mundial de Natação em Piscina Curta de 2021 - 4x100 m medley masculino
A prova dos 4x100 metros medley masculino do Campeonato Mundial de Natação em Piscina Curta de 2021 foi disputado no dia 21 de dezembro de 2021, na Etihad Arena, em Abu Dhabi, nos Emirados Árabes Unidos.

## Recordes
Antes desta competição, os recordes mundiais e do campeonato nesta prova eram os seguintes:
|                       | Nacionalidade  | Tempo   | Local           | Data                   |
| --------------------- | -------------- | ------- | --------------- | ---------------------- |
| Recorde mundial       | Rússia         | 3:19.16 | São Petersburgo | 20 de novembro de 2009 |
| Recorde do campeonato | Estados Unidos | 3:19.98 | Hangzhou        | 16 de dezembro de 2018 |

Os seguintes recordes mundiais ou do campeonato foram estabelecidos durante esta competição:
| Data           | Evento | Nome                                                                                              | Nacionalidade | Tempo   | Notas                 |
| -------------- | ------ | ------------------------------------------------------------------------------------------------- | ------------- | ------- | --------------------- |
| 21 de dezembro | Final  | Lorenzo Mora (50.34) Nicolò Martinenghi (55.94) Matteo Rivolta (48.43) Alessandro Miressi (45.05) | Itália        | 3:19.76 | Recorde do campeonato |

## Medalhistas
| Ouro | Prata | Bronze |
| Itália · Lorenzo Mora · Nicolò Martinenghi · Matteo Rivolta · Alessandro Miressi · Thomas Ceccon[a] · Alberto Razzetti[a] · Lorenzo Zazzeri[a] | Estados Unidos · Shaine Casas · Nic Fink · Trenton Julian · Ryan Held · Hunter Tapp[a] · Will Licon[a] · Zach Apple[a] | Kliment Kolesnikov Danil Semianinov Andrey Minakov Aleksandr Shchegolev Pavel Samusenko[a] Alexander Zhigalov[a] Roman Shevliakov[a] Vladislav Grinev[a] |

a  Nadadores que participaram apenas nas eliminatórias e receberam medalhas.

## Resultados

### Eliminatórias
As eliminatórias ocorreram dia 21 de dezembro com um total de 15 nacionalidades.
| Colocação | Bateria | Raia | Nacionalidade              | Nadadores                                                                                             | Tempo   | Notas            |
| --------- | ------- | ---- | -------------------------- | --- | ------- | ---------------- |
| 1         | 1       | 4    | Federação Russa de Natação | Pavel Samusenko (50.48) Alexander Zhigalov (57.74) Roman Shevliakov (50.70) Vladislav Grinev (46.09)  | 3:25.01 | Q                |
| 2         | 2       | 5    | Itália                     | Thomas Ceccon (50.96) Nicolò Martinenghi (56.90) Alberto Razzetti (50.48) Lorenzo Zazzeri (47.24)     | 3:25.58 | Q                |
| 3         | 2       | 4    | Estados Unidos             | Hunter Tapp (52.52) Will Licon (57.40) Trenton Julian (49.25) Zach Apple (46.80)                      | 3:25.97 | Q                |
| 4         | 1       | 5    | Brasil                     | Guilherme Guido (50.31) Caio Pumputis (58.20) Nicholas Santos (50.46) Breno Correia (47.33)           | 3:26.30 | Q                |
| 5         | 1       | 2    | Países Baixos              | Kenzo Simons (54.10) Arno Kamminga (56.17) Nyls Korstanje (50.08) Luc Kroon (46.91)                   | 3:27.26 | Q,               |
| 6         | 1       | 3    | França                     | Mewen Tomac (50.99) Antoine Viquerat (57.14) Thomas Piron (51.85) Jordan Pothain (47.54)              | 3:27.52 | Q                |
| 7         | 1       | 1    | Noruega                    | Markus Lie (51.22) André Grindheim (58.68) Tomoe Hvas (50.42) Nicholas Lia (47.27)                    | 3:27.59 | Q,               |
| 8         | 2       | 6    | Lituânia                   | Danas Rapšys (52.04) Andrius Šidlauskas (58.48) Deividas Margevičius (50.75) Simonas Bilis (47.91)    | 3:29.18 | Q                |
| 9         | 2       | 7    | Turquia                    | Berke Saka (52.62 ) Emre Sakçı (58.03) Rasim Oğulcan Gör (51.56) Baturalp Ünlü (48.03)                | 3:30.24 |                  |
| 10        | 2       | 3    | China                      | Song Yukuan (53.32) Qin Haiyang (58.00) Wang Changhao (51.14) Pan Zhanle (47.86)                      | 3:30.32 |                  |
| 11        | 2       | 1    | Israel                     | Yakov Toumarkin (51.99) Kristian Pitshugin (58.67) Eitan Ben Shitrit (52.45) Denis Loktev (47.64)     | 3:30.75 | Recorde nacional |
| 12        | 1       | 8    | Egito                      | Mohamed Samy (52.55) Youssef El-Kamash (59.71) Youssef Ramadan (50.89) Abdelrahman Sameh (47.68)      | 3:30.83 | Recorde nacional |
| 13        | 1       | 6    | Coreia do Sul              | Won Young-jun (52.82) Moon Jae-kwon (58.31) Moon Seung-woo (52.86) Lee Ho-joon (48.88)                | 3:32.87 |                  |
| 14        | 1       | 0    | Hong Kong                  | Lau Shiu Yue (53.61) Michael Ng (1:01.93) Ho Tin Long (53.17) Cheuk Ming Ho (48.22)                   | 3:36.93 | Recorde nacional |
| 15        | 2       | 9    | Vietname                   | Trần Hưng Nguyên (53.48) Phạm Thanh Bảo (59.95) Hồ Nguyễn Duy Khoa (54.47) Nguyễn Hữu Kim Sơn (50.66) | 3:38.56 |                  |
| 12        | 1       | 7    | Bulgária                   | | DNS     |                  |
| 12        | 2       | 0    | Eslováquia                 | | DNS     |                  |
| 12        | 2       | 2    | Áustria                    | | DNS     |                  |
| 12        | 2       | 8    | Singapura                  | | DNS     |                  |

### Final
A final foi realizada em 21 de dezembro.
| Colocação         | Raia | Nacionalidade              | Nadadores                                                                                               | Tempo   | Notas            |
| ----------------- | ---- | -------------------------- | --- | ------- | ---------------- |
| Medalha de ouro   | 5    | Itália                     | Lorenzo Mora (50.34) Nicolò Martinenghi (55.94) Matteo Rivolta (48.43) Alessandro Miressi (45.05)       | 3:19.76 | ,                |
| Medalha de prata  | 3    | Estados Unidos             | Shaine Casas (50.44) Nic Fink (55.27) Trenton Julian (49.36) Ryan Held (45.43)                          | 3:20.50 |                  |
| Medalha de bronze | 4    | Federação Russa de Natação | Kliment Kolesnikov (49.47) Danil Semianinov (57.06) Andrey Minakov (48.81) Aleksandr Shchegolev (45.31) | 3:20.65 |                  |
| 4                 | 6    | Brasil                     | Guilherme Guido (50.16) Caio Pumputis (57.36) Vinicius Lanza (49.62) Gabriel Santos (46.43)             | 3:23.57 |                  |
| 5                 | 1    | Noruega                    | Markus Lie (51.00 ) André Grindheim (57.73) Tomoe Hvas (49.96) Nicholas Lia (46.94)                     | 3:25.63 | Recorde nacional |
| 6                 | 2    | Países Baixos              | Stan Pijnenburg (53.61) Arno Kamminga (56.14) Nyls Korstanje (50.48) Luc Kroon (46.36)                  | 3:26.59 | Recorde nacional |
| 7                 | 8    | Lituânia                   | Danas Rapšys (51.91) Andrius Šidlauskas (58.30) Deividas Margevičius (50.90) Simonas Bilis (47.84)      | 3:28.95 |                  |
| 8                 | 7    | França                     | Mewen Tomac (50.66) Antoine Viquerat Thomas Piron Maxime Grousset                                       | DSQ     |                  |

Legenda
| Recorde mundial       | Recorde mundial (World record)               |                       | Recorde africano                      | Recorde africano (African) |                                           | Q | Classificado por posição (Qualified) |
| Recorde do campeonato | Recorde do campeonato (Championship record)  | Recorde da América    | Recorde da América (Americas)         | q                          | Classificado por melhor tempo (Qualified) |   |                                      |
| Melhor marca do ano   | Melhor marca do ano (World leading)          | Recorde asiático      | Recorde asiático (Asian)              | DNS                        | Não largou (Did not start)                |   |                                      |
| Recorde nacional      | Recorde nacional (National record)           | Recorde europeu       | Recorde europeu (European)            | DNF                        | Não terminou (Did not finish)             |   |                                      |
| Recorde pessoal       | Recorde pessoal do atleta (Personal best)    | Recorde da Oceania    | Recorde da Oceania (Oceania)          | DSQ / DQ                   | Desclassificado (Disqualified)            |   |                                      |
| Recorde da temporada  | Recorde da temporada do atleta (Season best) | Recorde sul-americano | Recorde sul-americano (South America) | NM                         | Sem marca (No mark)                       |   |                                      |